# Монітори типу «Ураган»
Монітори (за російською класифікацією броненосні баштові човни) типу «Ураган» — серія однобаштових броненосних кораблів Російського імператорського флоту, побудовані за «Моніторною кораблебудівною програмою» 1863 року.

## Історія проекту
До початку 1860-х років перед Морським міністерством постало нагальне питання про заміну дерев'яних гвинтових канонерських човнів, побудованих в період Кримської війни, які були частиною  оборонної системи Фінської затоки. Зважаючи на загрози швидкого початку війни Росії з Англією та Францією було вирішено скористатися американським досвідом будівництва броненосних кораблів берегової оборони. Також за цей варіант служили такі фактори як відсутність власного досвіду будівництва подібних кораблів і брак коштів і часу для роботи над проектом з нуля.

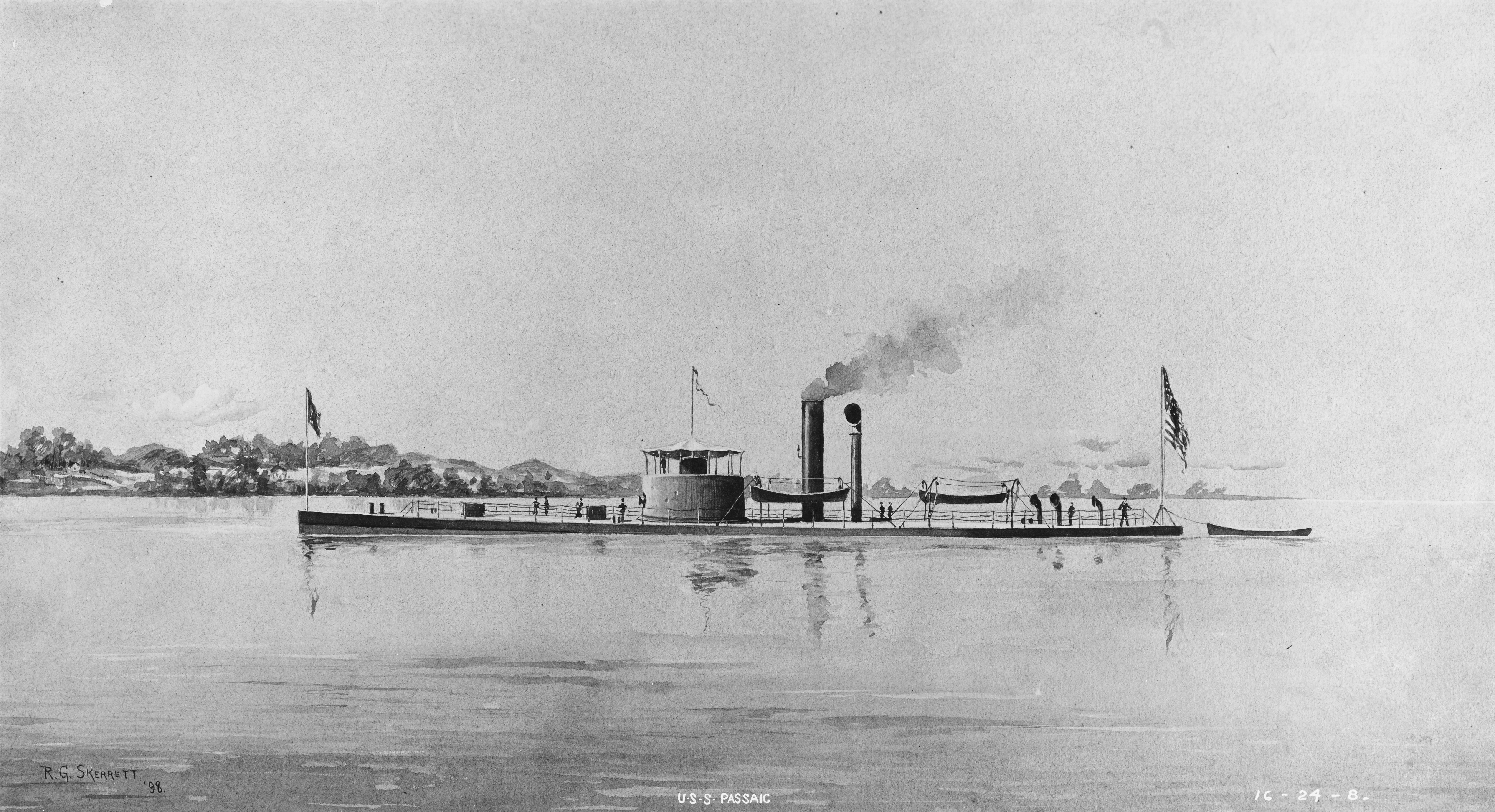
USS Passaic

У зв'язку з цим в 1862 році в Сполучені Штати з метою вивчення технології будівництва броненосних кораблів були відряджені капітан 1-го рангу С.С.Лєсовський і Корпусу корабельних інженерів капітан М. О. Арцеулов. Привезені документи та технічна документація були розглянуті у Морському міністерстві. За поданням Н.А. Арцеулова зупинилися на проекті моніторів з обертовою баштою типу «Пассейк» (англ. Passaic) конструкції інженера Джона Еріксона. Ці монітори являли собою броньовані човни невеликих розмірів з майже повністю зануреним у воду корпусом і дуже низьким надводним бортом, що робило їх малопомітними. Також ці монітори могли діяти на мілководді і в умовах обмежених акваторій заток. Керуючий Морським міністерством адмірал М. К. Краббе також розраховував використовувати їх в якості рухомого захисту підводного загородження оборони Кронштадта].
Далі М.О.Арцеулов вніс зміни для поліпшення конструкції моніторів і допрацював креслення і специфікації з урахуванням і адаптацією ряду деталей до технічних можливостей російських заводів. За наказом адмірала М.К.Краббе в модельній майстерні Петербурзького порту втілили в моделі остаточний варіант.
У кінці лютого— початку березня 1863 року креслення були остаточно схвалені в Морському міністерстві і в березні була затверджена так звана «Моніторна кораблебудівна програма», за якою передбачалося будівництво 10 однобаштових броненосців берегової оборони і одного двухбаштового броненосця. Керівництво Морського міністерства відзначило переваги серійної побудови залізних парових кораблів, так як це було більш вигідною для скарбниці, забезпечувало рівномірне завантаження кораблебудівних підприємств і спрощувало контроль за будівництвом.
Відповідні броненосці призначалися для бою на кронштадтській мінно-артилерійській позиції і захисту Фінської затоки і морських підступів до Санкт-Петербурга. Вони отримали назви: «Броненосець», «Стрілець», «Ураган», «Віщун», «Тифон», «Єдиноріг», «Лава», «Латник», «Чаклун», «Перун»; двобаштовий броненосець отримав назву «Смерч».

## Будівництво
До будівництва був затверджений остаточний варіант креслення і специфікація М. О. Арцеулова. Для швидкого введення в стрій кораблів, директор Кораблебудівного департаменту контр-адмірал А. В. Воєводський вирішив будувати їх парами на різних верфях Санкт-Петербурга одночасно. В якості додаткової будівельного майданчика були обрані верфі бельгійського товариства «Джон Коккеріль» (англ.  John Cockerill, SA), яке зобов'язалося виготовити частини броненосців в Бельгії, а потім зібрати їх в побудованому для цього елінгу на Гутуєвському острові поблизу Санкт-Петербурга.
Головним будівельником всіх кораблів виступив автор креслення старший суднобудівник Петербурзького порту Корпусу корабельних інженерів капітан Н. А. Арцеулов, спостерігачем за будівництвом в Росії від флоту призначений капітан-лейтенант В. Ф. Лихачов, в Бельгії — капітан-лейтенант А. В. Федоров. Загальне керівництво здійснював С. С. Лєсовський. Виготовлення механізмів на всіх заводах проходило під спостереженням Корпусу інженер-механіків флоту штабс-капітана А. Д. Пріббе. За озброєння і постачання відповідав капітан-лейтенант Н. А. Фесун (призначений командир «Урагана»). Капітан-лейтенант В. П. Белавенець займався питаннями девіації, розміщення та встановлення компасів. Морське міністерство призначило крайній термін здачі для всіх броненосців не пізніше 1 червня 1864 року.
Першими до початку будівництва, ще до офіційної закладки, взялися за підрядом з Ц. Р. Кудрявцевим на Галерному Острові під наглядом капітана А. А. Свистовського 1 червня 1863 року. Будовані тут броненосці отримали назви «Стрілець» і «Єдиноріг». Фактично, підприємства Кудрявцева виготовляли корпусу, а установка головних механізмів і дообладнання проходило на заводі Берда, де їх виготовляли.
5 числа до будівництва «Броненосця» та «Латника» і головних механізмів до них стали на ливарних механічних заводах Карра і Макферсона у Чекушах. Будівельником обох кораблів виступив капітан Н. Г. Коршиков. Спільна вартість будування і виготовлення механізмів, башт, станків для гармат, а також внутрішніх робіт склала 1 137913 рублів, або 568 956 рублів 50 копійок за кожний готовий корабель.

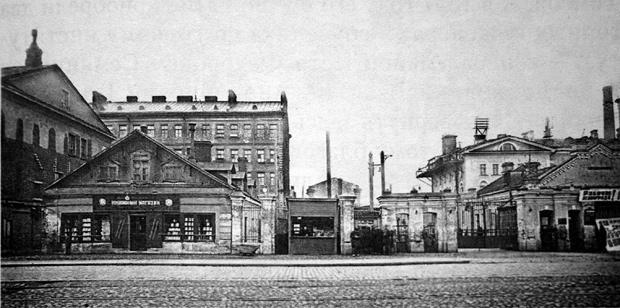
Заводи Сем'янникова та Полетики

З початком процесу будівництва кораблів, інженерам-будівельникам довелося внести до проекту ряд змін, заснований на отриманому бойовому досвіді броньованих кораблів: частина дерев'яної підкладки була замінена на залізні смужки, що дозволило посилити кріплення броні в носовій частині. Було зашито простір під звисом вздовж борту дерев'яними брусами, внаслідок чого захист корпусу від таранів і плавучість зросла. 15 червня ці зміни були затверджені в Морському міністерстві та прийняті до виконання. У цей же день «Лава» і «Перун» були прийняті до будівництва на верфях Невського заводу Семяннікова і Полетики під керівництвом корабельного інженера штабс-капітана В. С. Александрова. Там же виготовлялася 30-сильна парова машина баштового механізму. Головні механізми кораблі отримали з адміралтейських Іжорских заводів. Вартість двох кораблів, без урахування вартості виготовлення головних механізмів, склала 977 900 рублів.
Секційні частини броненосців «Віщун» і «Чаклун» розпочаті будівництвом 28 жовтня в бельгійському Серені товариством Джона Коккеріля під керівництвом капітан-лейтенанта А. В. Федорова. Цим же товариством виготовлялися і парові машини для них. Складанням броненосців на спеціально побудованих для цього товариством еллингах на Гутуєвському острові призначений керувати ККІ підпоручик X. Ст. Прохоров. Ціна контракту за обидва кораблі склала 1 106 000 рублів, або 553 000 за кожен. Контракт був укладений через агента товариства пана Садуана.

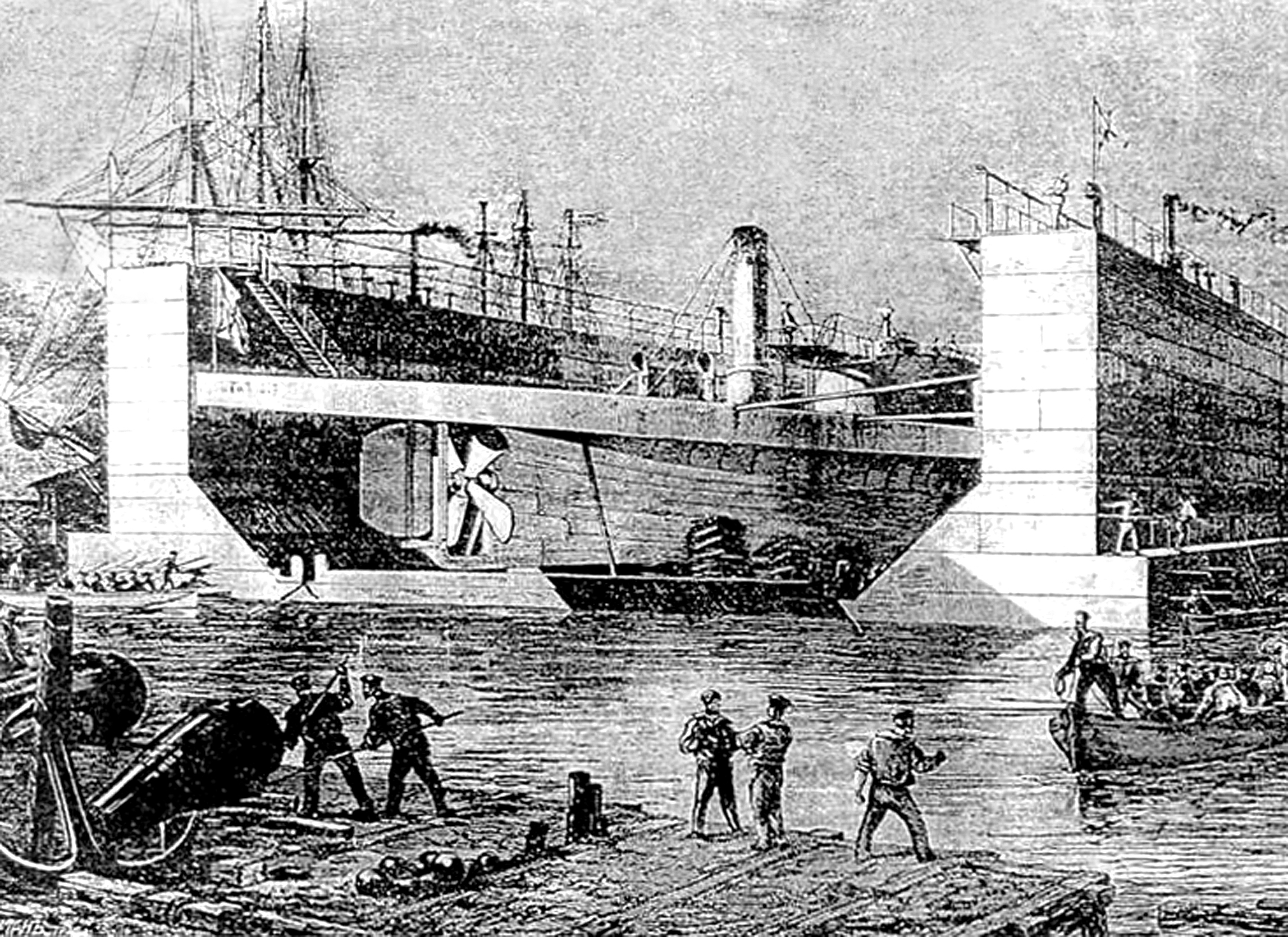
«Броненосець» в залізному плавучому доці заводу Карра і Макферсона, 1864 рік. Гравюра з малюнка А. К. Беггрова

Гнуття кілевих листів була замовлена на приватному заводові «Дей і К°». На Іжорському заводі виготовили артилерійські башти, броньовані кожухи на димові труби, штурвали, дільні речі та інше обладнання. Наприкінці 1863 року в Морський технічний комітет прийшли звіти з Америки про випробуваннях кораблів типу «Пассаік», з яких випливало, що на кораблях спостерігався конструктивний диферент на корму через розташування вежі артилерійських (приблизно на міделі). Для усунення цього дефекту контр-адмірал С. С. Лєсовський вніс зміни в специфікацію броненосців — гарматні башти були зміщені до носа на 90 см. Це вдалося реалізувати тільки на броненосцях «Віщун» і «Чаклун», так як будівництво решти кораблів йшло швидкими темпами і частини конструкцій були вже виготовлені. На них лише зменшили з 279,4 мм до 203,2 мм бронювання рульової рубки. Також над паровими котлами і поруч димової труби замість дерев'яних бімсів були покладені залізні, була збільшена товщина броні бойової рубки до одинадцяти шарів; розширено на 250 мм діаметр димової труби.

### Офіційна закладка
19 листопада 1863 року пройшла офіційна закладка одночасно на Галерному Острові і на Новому адміралтействі броненосців «Єдиноріг», «Стрілець», «Ураган» і «Тифон». 27 листопада в Серинге пройшла церемонія закладки «Чаклуна» і «Віщуна». 28 листопада 1863 року помер М. О. Арцеулов, на його місце призначили А. Я. Гезехуса, Н. Р. Коршикова і X. Ст. Прохорова.
3 грудня 1863 були офіційно закладені «Лава» і «Перун» на заводі Сем'янникова і Полетики. Їх корпуси, артилерійські башти і кермові рубки були побудовані з англійського та прусського заліза. Дуб і сосна використовувалися для підкладки під броню, палубного настилання і для внутрішньої обшивки. А 12 числа були закладені «Латник» і «Броненосець» на заводі Карра і Макферсона.
Будівництво всіх кораблів серії йшло швидкими темпами, навіть у нічну зміну. За пропозицією А. Я. Гезехуса внутрішній і останній ряди броні башт артилерійських поклали на щільну овечу повсть, що дозволило значно знизити шум від влучення ядер о стінки башт. За початковим планом будівництва всі парові машини з котлами і гармати припускали встановлювати на заводах-будівельниках у період добудови, але через труднощі проводки кораблів в Кронштадт через збільшення осадки, цей план був змінений.
При добудові «Віщун» і «Чаклун» були озброєні, як досвіду по проводці через бар Неви в Кронштадт. Для цього їх посадили, по можливості, на рівний кіль. Максимальна осадка на одному кораблі склала 10 футів 1 дюйм. Буксирування на провідних ботах пройшло 25 червня. Бар був пройдений при позначці на плавучому маяку, що стоїть біля бару, 9,5 фута. Тим самим стало зрозуміло, що і інші броненосці зможуть пройти бар без труднощів і без робіт підйому на боти. Далі кораблі під парами зайшли в гавані Кронштадта для закінчення робіт. 14 липня вони вийшли на східний рейд Кронштадта і вступили до складу ескадри броненосних суден контр-адмірала В. Ф. Лихачова. 15 липня ескадру відвідав Імператор.
5 жовтня 1864 року, самими останніми, переведені «Перун» і «Лава» для закінчення будівництва та зимівлі з заводів Сем'янникова і Полетики до Нового адміралтейства.

### Випробування
«Віщун» вийшов на заводську пробу машин 18 липня. «Віщун» протягом двох годин ходив між Кронштадтом і Санкт-Петербургом. Під час проби, збоїв у головних механізмів не було, також була відзначена їх тиха і спокійна робота. Броненосець показав 5-вузловий хід при 14 фунтах пари і 58 обертах машини і 8,4-вузловий хід при 18 фунтах пари і 72 обертах. При майже повному запасі провізії, третини повного вантажу вугілля і баласту замість ядер корабель заглибився ахтерштевнем на 11 футів, форштевнем на 9 футів 1 дюйм. У цей же день, трохи пізніше, була проба «Чаклуна», якому дали хід, не знімаючись з якоря.

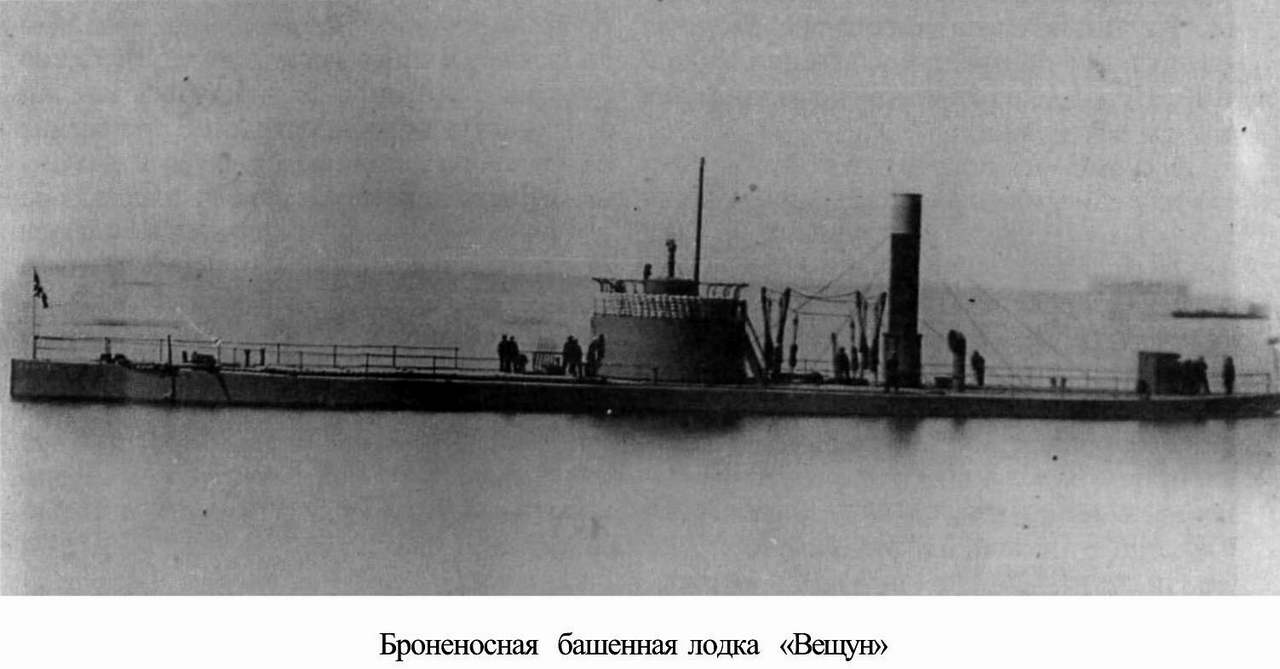
«Віщун» на випробуваннях, липень 1864 року

Офіційні випробування «Чаклуна» і «Віщуна» пройшли 21 липня в присутності комісії та членів кораблебудівного технічного комітету. «Віщун» знявся з якоря близько 11 годин, після чого вийшов на великий рейд у супроводі пароплава «Володимир» під прапором начальника ескадри броненосних суден. Там були зустрінуті фрегати «Ослябя» під прапором контр-адмірала С. С. Лисовського і «Пересвіт», що повернулися напередодні з першої американської експедиції; з них вітали броненосець гучними «ура». Малим ходом (5,1 вузла) він вийшов на великий рейд, де дав повний хід (66 обертів гвинта, 18 фунтів пари). Корабель розвинув 6½ вузлів. Далі пройшли випробування на бічну хитавицю при тих же оборотах і 19 фунтів пари. Погана погода і сильне хвилювання не дозволили зайти на мірну милю. Йдучи на східний рейд, маючи як і раніше, число обертів і пари, швидкість дійшла до 7½ вузлів при хвилюванні в корму. На східному рейді були проведені тести на повороткість — при ході 7½ вузлів було покладене стерно ліво на борт, циркуляція (повне коло) склала близько двох довжин корпусу за 4 хвилини 30 секунд. Також в ході випробувань були перевірені суднові механізми, вентиляторний і баштовий механізми. Артилерійська башт описала повний оберт за 1 хвилину 25 секунд плавним ходом. За підсумками випробувань був зроблений висновок, що корабель має абсолютно спокійний хід і добре слухається стерна на ходу, і трохи туго при малому ході. Закінчивши випробування, «Віщун» став на якір, і комісія перейшла на «Чаклун».
«Чаклун» відчували на східному рейді Кронштадта, на який він прийшов проти вітру 6¾-вузловим ходом (68 обертів машини і 20 фунтів пари). На рейді по вітрі корабель розвинув 7½ вузлів при 64 обертах і 19 фунтах пари. При пробі на повороткість було отримано найкращий результат, при тому ж показнику циркуляції, ніж у «Віщуна» — 4 хвилини 15 секунд з команди «ліво на борт». Артилерійська башта описала повний оберт за 1 хвилину 32 секунди. Далі було пройдено шлях до меридіана Лисячого Носа, після чого «Чаклун» повернувся і став на якір. На цьому даний етап програми випробувань для обох кораблів був закінчений. У Кронштадті їх почали готувати до артилерійських випробувань, остаточних здавальних комісій та приймання в казну.
Повноцінне пробне плавання «Віщуна» розпочалося 3 серпня 1864 року. Він, під командуванням капітан-лейтенанта Н. В. Казнакова, вийшов з Кронштадта в супроводі пароплава «Володимир», під брейд-вимпелом віце-адмірала В. Ф. Лихачова, через Транзунд в Ревель. Перехід склав 20 з невеликим годин. У Ревелі корабель простояв три дні, під час яких був відкритий для відвідування громадськості. Вранці 8 серпня «Віщун» покинув порт і перейшов в Гельсінгфорс. У цьому порту броненосець також був доступний для відвідування. 10 числа В. Ф. Лихачов переніс свій брейд-вимпел на кліпер «Всадник» і вийшов у море. 11 серпня «Віщун» вирушив до острова Стуре-Пеллінг для випробувань у супроводі «Володимира». Під час посталої негоди броненосець на ходу в 5¾ вузлів був перевірений на герметичність, яку він витримував чудово. Через сильно погіршену погоду подальші досліди були відкладені, і кораблі перейшли на стоянку до Роченсальма, де залишалися до 14 числа, після перейшов за острів Пітконасом і далі в Транзунд. 16 числа прийшов «Горностай» під брейд-вимпелом начальника ескадри. На наступний день кораблі злагоджено вийшли в море, після чого перейшли на Східний Кронштадтський рейд. У ході цих переходів шхерами «Віщун» був випробуваний у різних обставинах хвилювання моря і затвердили, що всі кораблі типу «Ураган» можуть нести службу у Фінській затоці і Балтійському морі: управління стерном, здійснюване з бойової рубки через прорізані вузькі віконця, «вельми зручно і при легкій швидкій звичці не становить ніяких труднощів». Також було зазначено «… його машина працює досить справно, даючи при 14 ф. пари і 66 обертах, 7 і 6½ вузлів ходу, чого не було навіть і в американців. Вентиляторна машина виконує своє призначення так добре, що при абсолютно закритих ілюмінаторах та задраєних люках — так, що на палубі, по якій ходили хвилі, не залишилося жодного отвору — повітря в палубі і в каютах був абсолютно чисте, і чотири лампи, засвічені на кубрику, горіли так само яскраво і світло, як і при відкритому люку. Вентиляція машин в цей час проходила через коридори з палуби в отвори сміттєвих труб, була також дуже гарна, і температура машинного відділення при цьому, після півторагодинного ходу, була 26°-27°, чого важко досягти і на великих кораблях».

## Конструкція

### Корпус і надбудова

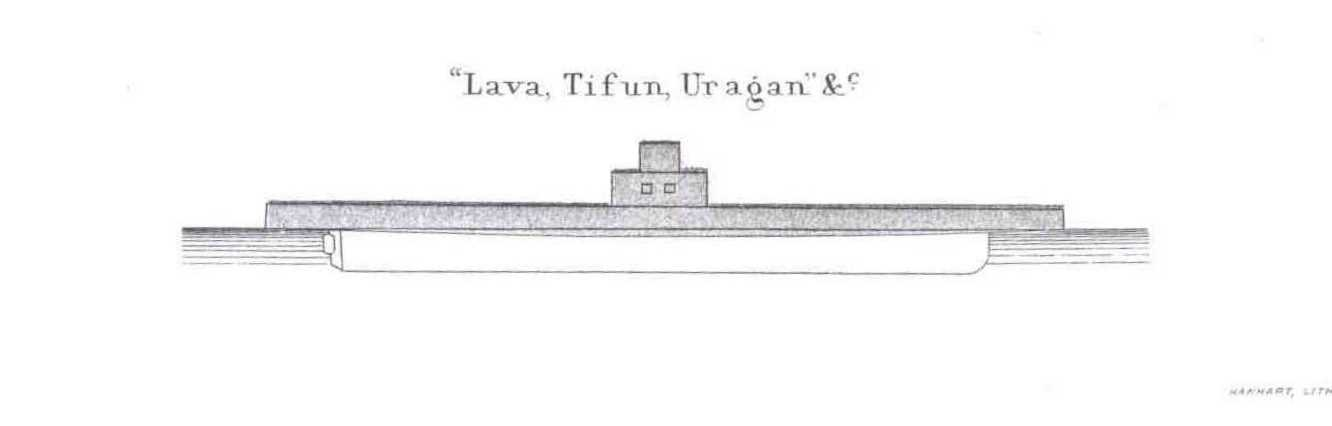
Схема

У цілому, конструкція броненосних баштових човнів була схожа з американським прототипом. Повна водотоннажність до 1653 тонн, водотоннажність за проектом 1565,87 тонн, зокрема водотоннажність верхній частині 757,62 тонни і 808,25 тонни нижній частині. Водотоннажність броненосців за типом: від 1476 до 1565 тонн, фактична водотоннажність склала в плаваннях від 1382 до 1666 тонн. Корпус був складений з верхньої (довша) і нижньої частин. Нижня частина мала форму плоскодонних суден, а верхня — являла собою плиту з правильно загостреними краями, що утворюють звиси. Загальний  вага: 1350 тонн.
Найбільша довжина корпусу з бронею 61,26 метра (201 фут); довжина без звисів 52,9 метра (173 футів 7 дюймів); довжина між штевнями 48,51 метра (159 футів 2 дюйми). Ширина найбільша з бронею 14,02 метра (46 футів), ширина без звисів 12,6 метра (41 футів 5 дюймів), самого судна 11,78 метра (38 футів 8 дюймів). Вигин бімсів по середині становив 0,127 метра (5 дюймів), а палуби по довжині по середині 2,13 метра (7 футів). Глибина інтрюма між верхньою крайкою бімсів і зовнішньої обшивкою біля кіля 3,6 метра (11 футів 10 дюймів). Максимальна осадка 3,48 метра (11 футів 5 дюймів), середня 3,3 метра. Висота надводного борта від ватерлінії 0,46 м (1 фут 6 дюймів). У носовому звисі розміщувався колодязь для одного короткого чотирилапого втяжного якоря (пізніше названого «моніторним»), кормовий звис служив для прикриття стерна і гвинта від снарядів. Підкладка під звисами в носовій і кормовій частині була дерев'яною, простір під звисами вздовж борту залишалося вільним. На «Вещуні» і «Чаклуні» частина дерев'яної підкладки під звисом в носовій частині була замінена на залізні смуги товщиною 127 мм, що дозволило посилити кріплення листів броні. Також на цих двох кораблях домоглися підвищення плавучості шляхом зашиття простору під звисом вздовж борту дерев'яними брусами. Борти у верхній частині були прикриті наробленням з дубових і соснових брусів товщиною 3,9 дюйма. Носовий край був сконструйований так, що міг служити тараном. Фальшборти були відсутні.
Рубка, що служила як для керування, так і для бою, була влаштована на нерухомій платформі на даху артилерійської башти. Її огорожа була із залізних листів товщиною в 2,54 см (1 дюйм). По периметру даху башти розташовувалися койкові сітки, що служили додатковим захистом рубки. Зверху рубку прикривав брезентовий тент. Загальна вага рубки становила 7650 пудів.

### Бронювання
За початковим проектом Н. А. Арцеулова, передбачалося суцільне бронювання бортів, башти і рубки дюймової бронею у кілька шарів виробництва заводу «Джон Браун і К°» в Шеффілді, але через великі терміни її виготовлення, від цієї ідеї відмовилися. Рішення було ухвалено у бік використання вітчизняної броні, тим більше що до червня 1863 року на Російських заводах освоїли весь цикл випуску броньових листів товщиною до 25,4 мм. Броня поставлялася «від скарбниці» або замовлялася через Кораблебудівний департамент на приватних заводах.
Бронювання бортів проходило в п'ять шарів: перші три шари товщиною по 15 мм, четвертий 12 мм і п'ятий 7,5 мм Артилерійська вежа бронювалась в одинадцять шарів, рубка — у вісім, кожух димової труби на висоту 2,1 метра — в шість. На «Вещуні» і «Чаклуні» бронювання рубки було збільшено до одинадцяти шарів. Броня для «Урагана», «Тіфона», «Стрільця», «Єдинорога» і «Віщуна» після виготовлення і припасування по місцю, була пронумерована і здана на склад для зберігання, як і кріпильні болти до неї.
Кріплення броньолистів проходило наступним способом: внутрішній шар кріпиться гвинтами з нарізкою на обшивку корпусу, а решта 10 шарів зв'язувалися разом заклепними болтами. На броненосцях «Віщун» і «Чаклун» бронелисти кріпилися болтами способом зв'язування листів при будівництві залізних мостів в Бельгії, а їхні головки прикривалися вертикальними залізними листами на зразок пілястр у товщину ½ дюйма. Всього для кожного броненосця було використано: для корпусу 330 листів броні, загальною вагою 12 740 пудів і 600 аркушів броні для палуби, загальною вагою 6740 пудів.

### Головні механізми і рушій
Машинне відділення з вугільними ящиками розміщалися в кормі. Головні механізми складалися з однієї горизонтальної двоциліндрової парової машини системи Гомфрейса і двох трубчатих котлів системи Мортона. Площа нагріву котлів дорівнювала 290,7 м2, тиск пари 1,4 кг/см2. Номінальна потужність по серії — 160 сил, загальна потужність становила від 340 до 529 індикаторних л. с. кожних головних механізмів. Дим виводився через одну трубу висотою 2,33 метра (7 футів 8 дюймів), розташовану за артилерійської баштою. Для броненосців «Віщун» і «Чаклун» діаметр димових труб був збільшений на 250 мм. Три вугільних ящики, розміщених побортно і в центрі, вміщували 190 тонн вугілля.
Рушієм був один чотирьохлопатевий гребний гвинт діаметром 3,65 метра (12 футів). Швидкість (на різних кораблях) сягала від 6,5 до 8 уз. Запасу вугілля вистачало на 10 діб 6-вузловим ходом. Як допоміжний рушій використовувалися вітрила. Курс задавався одним балансирним стерном.

### Артилерійська башта і озброєння
Обидві гармати головного калібру розміщувалися в залізній артилерійської башті системи Еріксона. Вони виготовлялися на Іжорському заводі. Вежа розташовувалася приблизно на міделі корпусу і спиралася всією масою на опорне палубне кільце. Висота її 2,74 метра (9 футів), внутрішній діаметр 6,38 метра. Дах башти був зроблений із залізних листів товщиною 12,7 мм, вони стелилися на залізні рейки, укладені з кроком 75 мм одна від одної. В ній були зроблені отвори для вентиляції та два люки для кращого догляду за пристосуваннями, які служили для наведення гармат, за типом башт системи Кольза. Головна відмінність башт Кольза від веж Еріксона полягало в тому, що обертання перших проходило на котках з погона, покладеного на платформу нижче верхньої палуби. Для збільшення міцності основи башти було покладено залізне кільце товщиною 5 дюймів і висотою 15 дюймів. Загальна вага башти з рубкою і бімсами, але без станків і гармат становив 13 380 пудів.

## Представники проекту
| «Стрілець»    | Заводи С. Р. Кудрявцева (Галерний Острів) завод Берда (добудова і оснащення) | 01.06.1863 | 19.11.1863 | 21.05.1864 | 06.07.1865 |
| «Єдиноріг»    | Заводи С. Р. Кудрявцева (Галерний Острів) завод Берда (добудова і оснащення) | 01.06.1863 | 19.11.1863 | 21.05.1864 | 15.07.1865 |
| «Латник»      | Карр і Макферсон                                                             | 05.06.1863 | 12.12.1863 | 10.03.1864 | 09.07.1865 |
| «Броненосець» | Карр і Макферсон                                                             | 05.06.1863 | 12.12.1863 | 12.03.1864 | 25.01.1865 |
| «Лава»        | Сем'янников і Полетики Нове адміралтейство (добудова)                        | 15.06.1863 | 03.12.1863 | 27.05.1864 | 20.08.1865 |
| «Перун»       | Сем'янников і Полетики Нове адміралтейство (добудова)                        | 15.06.1863 | 03.12.1863 | 18.06.1864 | 20.08.1865 |
| «Ураган»      | Нове адміралтейство                                                          | 26.06.1863 | 19.11.1863 | 15.05.1864 | 31.05.1865 |
| «Тифон»       | Нове адміралтейство                                                          | 26.06.1863 | 19.11.1863 | 04.07.1864 | 13.06.1865 |
| «Чаклун»      | John Cockerill, SA (Бельгія) елінг Гутуєвського острова (добудова)           | 28.10.1863 | 27.11.1863 | 26.04.1864 | 21.06.1865 |
| «Віщун»       | John Cockerill, SA (Бельгія) елінг Гутуєвського острова (добудова)           | 28.10.1863 | 27.11.1863 | 26.04.1864 | 21.06.1865 |

## Зноски
1. 1 2 3 4 5 6 7 8 9 10 11 12 13 14 15 16 17  Лысенок, 1985.
2. ↑  Лысенок, 1999.
3. ↑  Отчет по Морскому ведомству за 1863 г. Стр. 19.
4. 1 2 3 4 5 6  Грибовский, Черников, 1996.
5. ↑  Жукова, Ассеев, 2015, с. 15—16.
6. 1 2 3  Лысенок, 1999, Приложение № 1 «О мониторах».
7. ↑  Амирханов, 1998, с. 6.
8. ↑  Амирханов, 1998, с. 8.
9. ↑  Галлай, 1985.
10. ↑  Золоторев, Козлов, 2003.
11. ↑  Лысенок, 1999, Спуск однобашенных броненосных лодок «Лава», «Перун» и «Тифон» и двухбашенной лодки «Смерч».
12. 1 2 3 4  Лысенок, 1999, Известие об испытаниях 2-х пушечных башенных броненосных лодок «Колдун» и «Вещун».
13. ↑  Лысенок, 1999, Приход в Кронштадт мониторов: «Латник», «Единорог», «Стрелец» и «Тифон» и 2-х башенной лодки «Смерч». Пальба из орудий на мониторе «Броненосец». Проба машин монитора «Латник»..
14. ↑  Лысенок, 1999, Пробное плавание однобашенной броненосной лодки «Вещун».
15. ↑  Журнал «Морской сборник» № 9 за 1864 г
16. 1 2 3 4 5 6 7  Лысенок, 1999, Приложение № 2 «Как были устроены первые русские мониторы»..
17. ↑  РГА ВМФ ф.165. оп.1. д.2717. л.2.